# Gironde (Ästuar)
Die Gironde ist ein Ästuar in Südwestfrankreich, das vom Zusammenfluss der Flüsse Garonne und Dordogne bis zum Übergang in den Atlantik im Golf von Biskaya reicht. Sie ist etwa 75 Kilometer lang, bis zu 15 Kilometer breit und verläuft in nordnordwestlicher Richtung. Mit 685 km² Oberfläche ist sie der größte Mündungstrichter Europas. Nach der Gironde ist das größtenteils am linken Ufer gelegene Département Gironde benannt; ihm gegenüber am rechten Ufer liegt das Département Charente-Maritime.

## Geographie

### Lage und Verlauf
Die Gironde beginnt am Bec d’Ambès, einer Halbinsel ca. 15 Kilometer flussabwärts von Bordeaux, die Garonne und Dordogne unmittelbar vor ihrem Zusammenfluss bilden. Auf dem linken Ufer erstreckt sich auf der ganzen Länge das Weinanbaugebiet des Médoc, einer niedrig gelegenen, sanft abfallenden Landschaft mit sedimentalem Untergrund (Schotter und Kies), der aufgrund seiner Durchlässigkeit für den Weinbau hervorragend geeignet ist. Als beste Lagen gelten diejenigen, die „das Wasser sehen“, d. h. innerhalb des speziellen Mikroklimas liegen, das von der Gironde gestaltet wird: Das Licht wird durch die große Wasseroberfläche reflektiert und Wärme gespeichert, so dass die Bedingungen für die Traubenreife optimal sind. In diesen Lagen finden sich die Spitzenweine der Anbaugebiete Margaux, Pauillac, Saint-Estèphe, Saint-Julien und einigen anderen. Das rechte Ufer wird zunächst von einer Steilstufe aus Kalkgestein (die Haute Gironde) beherrscht, auf dem die Appellationen Côtes de Bourg und Côtes de Blaye liegen. Auf dem Gebiet des Départements Charente-Maritime wird das Gelände langsam flacher und der Weinbau verschwindet. Die Mündung der Gironde wird durch den Landvorsprung bei Le Verdon-sur-Mer, die Pointe de Grave, markiert.
Der Verlauf der Mündungsflüsse hat sich mit der Zeit wiederholt leicht verändert. So liegt der Ort Bourg-sur-Gironde heute an der Dordogne, weil der unterschiedlich hohe Sedimenttransport mit den Jahrhunderten den Verlauf von Sandbänken und Inseln verschoben hat und die Dordogne hierdurch einen Schlenker nach Norden eingeschlagen hat, bevor sie in die Gironde fließt.

### Einzugsgebiet und Grenzen
Das Einzugsgebiet der Gironde umfasst diejenigen der beiden Flüsse, die sie speisen: Die Dordogne entwässert das nördliche Guyenne und einen Großteil des südwestlichen Zentralmassivs, die Garonne fast das gesamte restliche aquitanische Becken. Mit Ausnahme des Baskenlandes und der küstennahen Gebiete der Landes wird so ein Einzugsbereich umfasst, der durch die Pyrenäen im Süden, die Wasserscheide zum Mittelmeer im Osten und der Hauptwasserscheide des Zentralmassivs im Norden und Nordosten begrenzt wird und fast ein Fünftel von ganz Frankreich umfasst. Der Süßwasserabfluss wird allerdings vom bei Flut einströmenden Meerwasservolumen um das 15- bis 30-fache übertroffen.
Umstritten ist die Grenzziehung der Gironde: Neben der Wasserfläche ab dem Bec d’Ambès beziehen viele die Unterläufe von Garonne und Dordogne mit ein, da sich Salinität und Tidenhub hier noch deutlich manifestieren. Die ansehnliche Breite der beiden Flüsse hat auch dazu geführt, dass die Landschaft zwischen ihnen Entre deux mers (Zwischen zwei Meeren) genannt wird. Auch die angrenzenden Ufer werden oft zum Ästuar gerechnet, insbesondere die sumpfigen Niederungen auf dem linken Ufer. Der Mündungstrichter selbst wird in einen oberen Abschnitt (mit zahlreichen Inseln) und einen unteren Abschnitt unterteilt.

### Klima
Die Gironde liegt in der gemäßigten Klimazone ozeanischer Prägung (Seeklima) mit sehr milden Wintern, warmen Sommern und häufigen Niederschlägen. Durch die enorme Wasseroberfläche mildert sie die Klimaeffekte im Umland nochmals, so dass hier ein sehr ausgeglichener Temperaturgang herrscht. Die Winter sind oft frostfrei, die Sommer immer noch sehr erträglich. Der letzte Eisgang auf der Gironde wurde im Rekordwinter 1956 verzeichnet.

### Verkehr

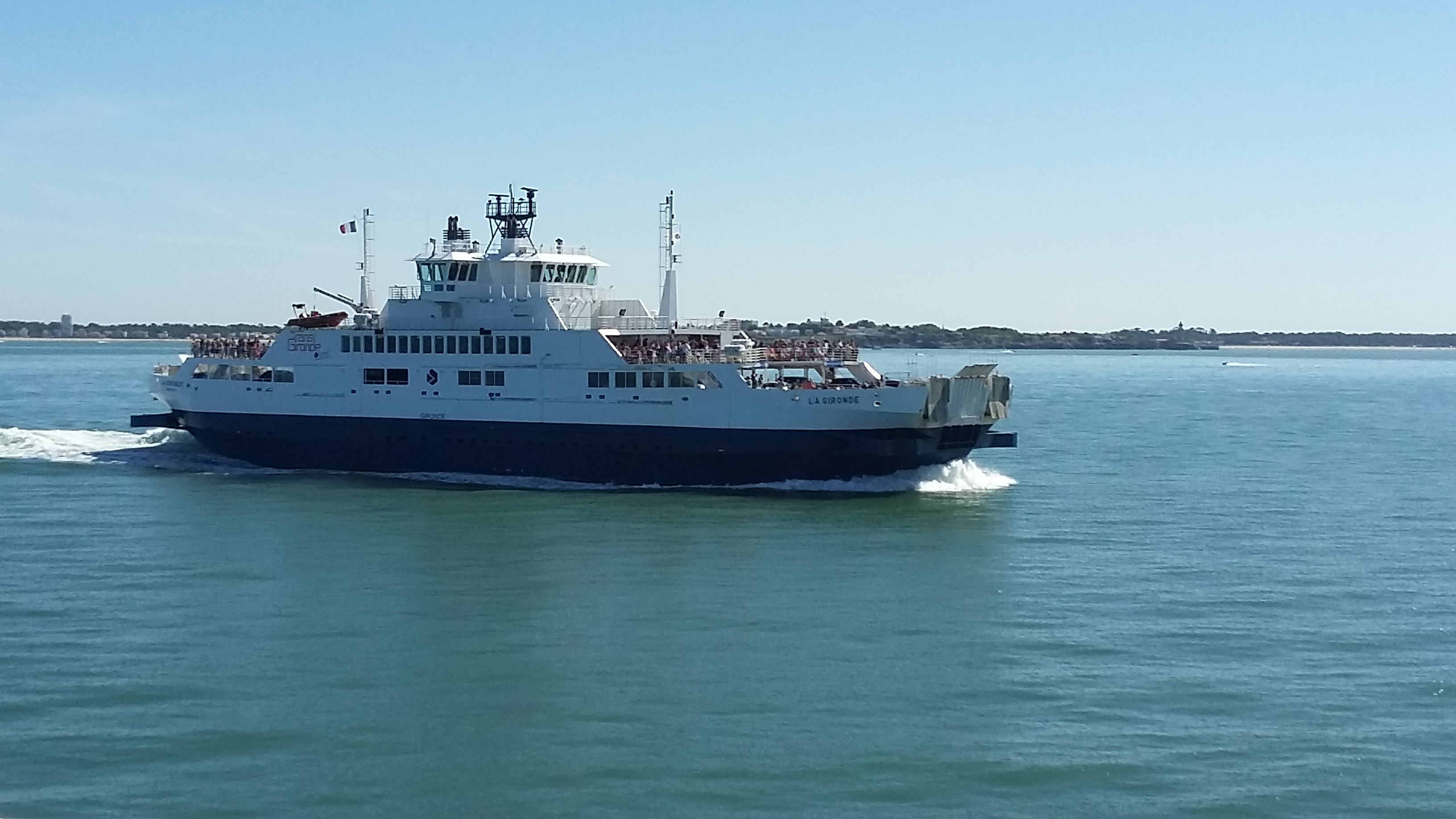
Autofähre bei der Einfahrt in den Hafen von Le Verdon-sur-Mer

Da die Gironde durch ihre enorme Breitenausdehnung vor allem im Mündungsbereich ein Verkehrshindernis darstellt, für dessen Überwindung keine Brücken existieren, wurden zwei Autofähr-Verbindungen eingerichtet. Sie verbinden die Orte:
- Blaye–Lamarque und
- Royan–Le Verdon-sur-Mer.

## Städte

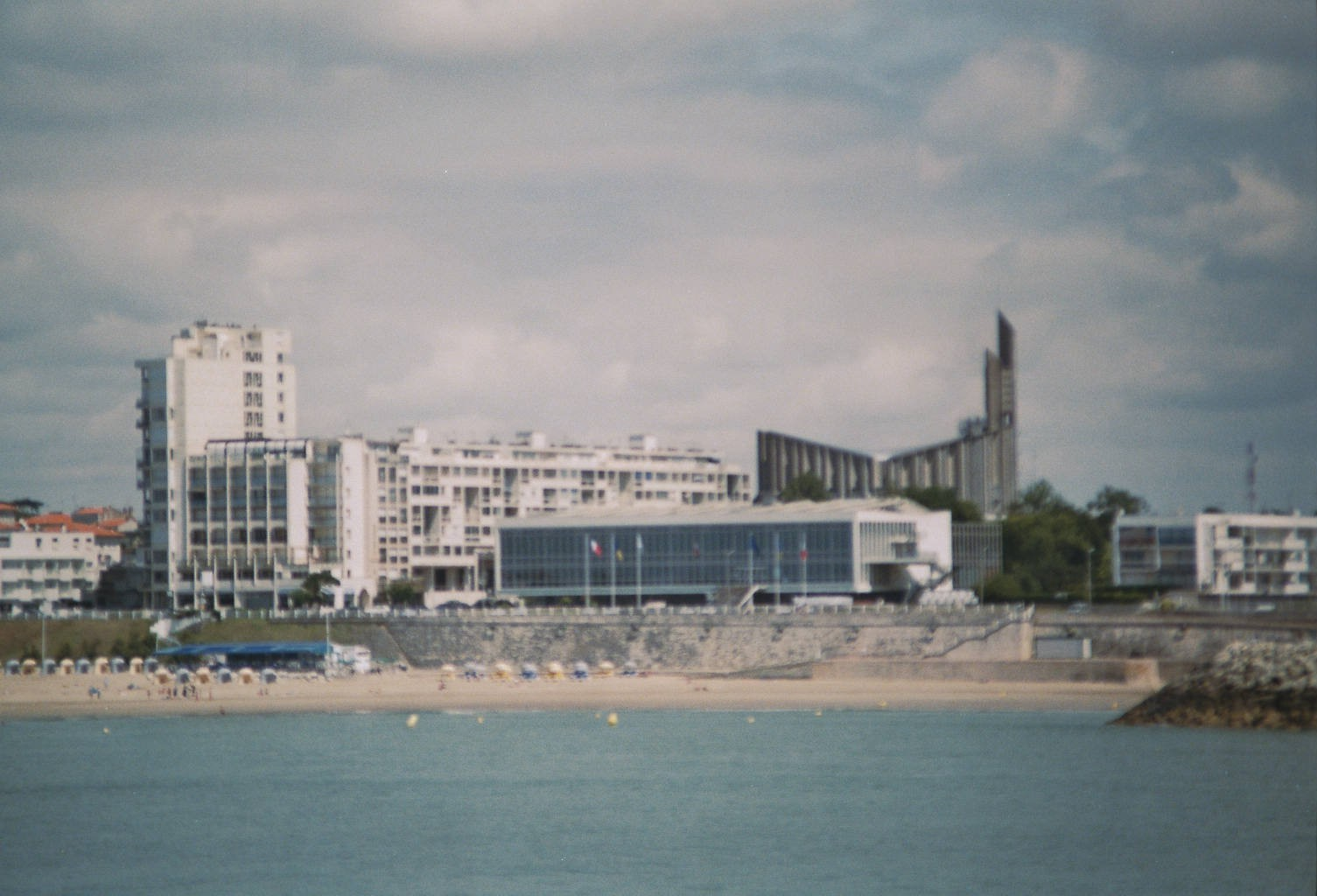
Royan, von der Gironde-Mündung aus gesehen

Rechnet man die Unterläufe der Mündungsflüsse hinzu, ist Bordeaux und seine Agglomeration die dominierende Stadt der Gironde. An der Dordogne liegt landeinwärts Libourne, der andere historisch bedeutsame Flusshafen, der aber in der heutigen Zeit im Vergleich zu Bordeaux nur eine untergeordnete Rolle spielt. An der Gironde selbst ist das Seebad Royan (Charente-Maritime) mit knapp unter 20.000 Einwohnern (80.000 in der Agglomeration) die bedeutendste Ansiedlung. Bekannte Städte und Dörfer sind auf dem rechten Ufer Blaye, Bourg-sur-Gironde und Talmont-sur-Gironde, auf dem linken Ufer Blanquefort, Pauillac und Margaux.

## Ökosystem

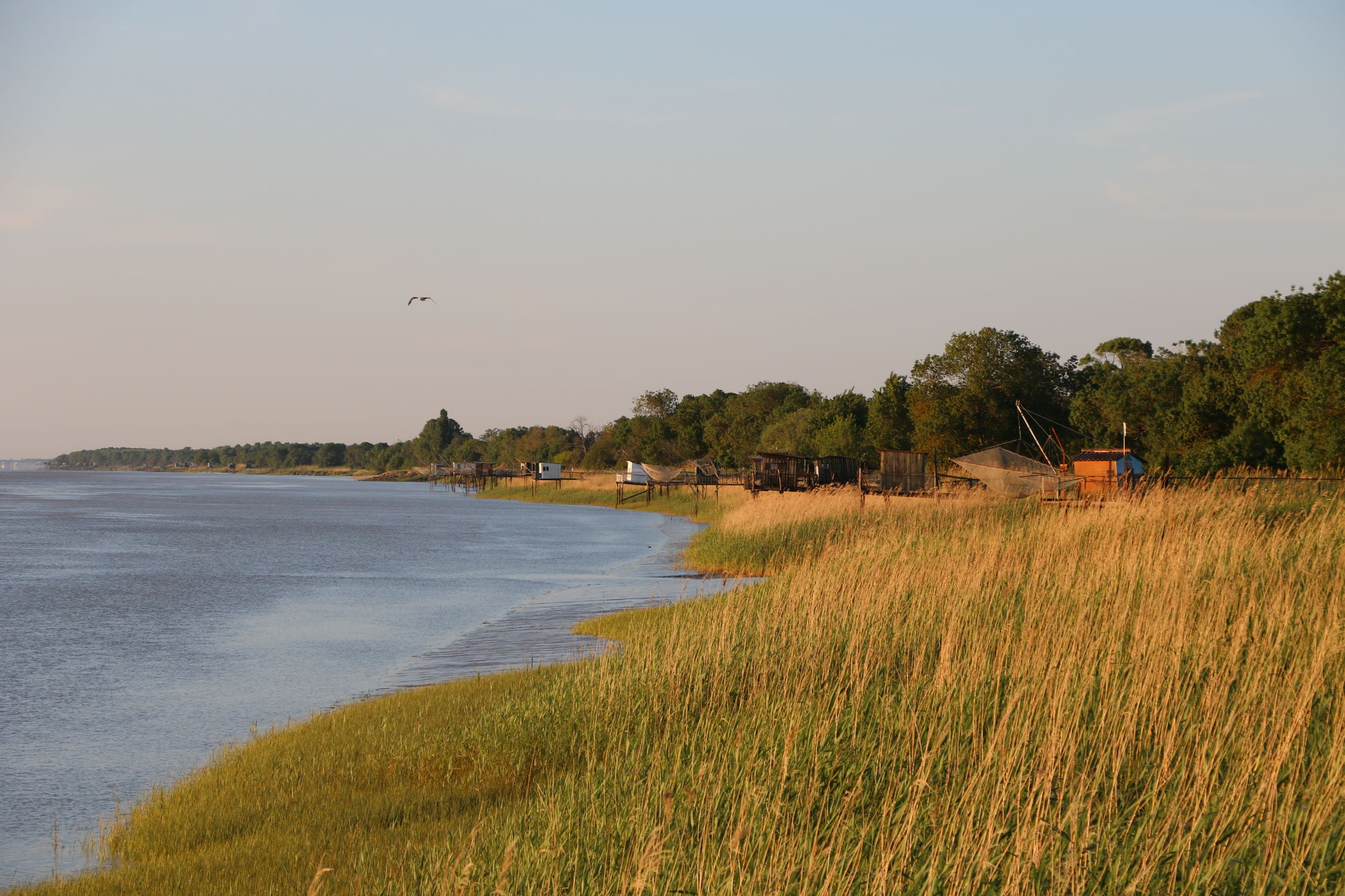
Röhricht und Fischerhütte am linken Ufer in Pauillac

Wie viele Brackwasserreservoire ist auch die Gironde ein artenarmes, aber individuenreiches Gewässer. Hierdurch ist sie in allen Zeiten ein reicher Fischgrund gewesen. Die einzelnen Arten variieren je nach Salinität des umgebenden Wassers.
Grundlage der Nahrungskette ist das Phytoplankton, das allerdings im Mittellauf aufgrund der Verwirbelungen während der Gezeiten nicht vorkommt, und das Zooplankton, das vor allem von millimetergroßen Krebsarten gebildet wird. Weißkrabben sind wie nirgends sonst in Frankreich zahlreich vertreten. Die Fischarten sind entweder Meeresfische, die bis zu einem gewissen Punkt landeinwärts schwimmen können, oder wandernde Arten, die auf Süß- wie Salzwasser angepasst sind. Zu ersteren gehören Seezunge, Rochen und Sardelle, zu letzteren Aal, Alse und Neunauge.
Die Gironde ist Heimatgebiet des Europäischen Störs, der hier sein weltweit letztes Refugium hat. Er steht seit 1982, als die Art schon fast ausgestorben war, unter Naturschutz und wird seitdem gezielt gezüchtet und ausgesetzt. Seit einiger Zeit wird sogar in bescheidenem Rahmen wieder Kaviar gewonnen.
Da sie auf der Wanderroute vieler Zugvögel liegt, ist das Gebiet außerdem bevorzugter Brut- und Rastplatz von etwa 130 Vogelarten. Man findet hier den Kormoran, die Lachmöwe und den Weißstorch als einheimische Arten, zudem periodisch Enten, Bussarde und viele weitere.
Das Ökosystem der Gironde ist durch den schlammigen Untergrund sehr fragil, denn dieser nimmt bedeutend mehr Schadstoffe auf als andere Böden. So hat insbesondere der Eintrag von Zink und Cadmium dazu geführt, dass wild wachsende Austern aufgrund der Anreicherung von Schwermetallen in ihrem Fleisch nicht mehr konsumiert werden dürfen. Ein gewisses Problem stellen auch Exoten dar, die durch Aussetzung oder Einschleppung die ursprüngliche Fauna beeinträchtigen können. Ein besonders illustres Beispiel hierfür ist ein Piranha, der 2004 in der Gironde gefangen wurde.
Seit 2015 gehört die Gironde zum Meeresnaturpark Estuaire de la Gironde et Mer des Pertuis. Am linken Ufer erstreckt sich seit 2019 der Regionale Naturpark Médoc.

## Geschichte
Schon zur Bronzezeit, spätestens aber seit der Römerzeit spielt die Gironde eine herausragende strategische und wirtschaftliche Rolle. Bordeaux, das damalige Burdigala, hatte schon damals einen Seehafen, der über die Gironde erreichbar war und Basis für Handel und langanhaltenden Wohlstand war. In Soulac-sur-Mer wurden römische Überreste und eine gallische Eberstandarte gefunden. Die Grundrisse von Patriziervillen lassen den Schluss zu, dass es hier eine Sommerfrische direkt an der Gironde-Mündung gab, vermutlich von reichen Bürger von Burdigala. Dass ein strategisch wichtiger Zugang zum Meer auch Nachteile birgt, zeigten die Einfälle von Normannen, die nach dem Niedergang des römischen Reiches über die Gironde einfielen und Bordeaux verwüsteten.
Im späten Mittelalter befand sich das Gebiet in englischer Hand: Über die Gironde wurde der Handel zwischen Aquitanien und den britischen Inseln abgewickelt. In besonderem Maße exportierte Bordeaux den in der Region kultivierten Wein, der in England claret genannt wurde und sehr geschätzt war. Exportartikel waren außerdem Färbemittel, Salz und Waffen. Importiert wurden aus England Stockfisch, Leder, Stoffe und Metalle. Wichtig war der Schifffahrtsweg aber nicht nur kommerziell gesehen: Hierüber wurden auch die meisten Truppenkontingente bewegt, die während des Hundertjährigen Krieges von den Engländern gestellt wurden. Durch den Konflikt zwischen England und Frankreich, aber auch durch Piraten wurde der Seehandel immer wieder gestört. Zeitweise gab es mächtige Flottenverbände zum Schutz voreinander.

Mündungsgebiet der Gironde 1634, Kupferstich von Christophe Tassin

In der frühen Neuzeit, als das Königreich Frankreich sein Territorium wieder unter seine Kontrolle gebracht hatte, war Bordeaux der größte und wichtigste Hafen der Nation, über den ein Großteil des atlantischen Seehandels mit Afrika und den Antillen abgewickelt wurde. Die Gironde bekam daher eine überragende strategische Bedeutung und wurde gezielt mit Befestigungsbauten und Garnisonsstandorten versehen. Im 17. Jahrhundert errichtete Vauban die Zitadelle Blaye auf dem rechten Ufer, die ein – weniger spektakuläres – Gegenstück erhielt, das Fort Médoc auf dem linken Ufer. Auf einer Insel wurde ein zusätzlicher Posten eingerichtet, so dass die Gironde nicht ohne Erlaubnis bzw. militärische Auseinandersetzung befahren werden konnte. Diese Vorkehrung sicherte das Wirtschaftskonzept des Merkantilismus auch militärstrategisch ab.
Im Juni 1940 eroberte die Wehrmacht große Teile von Frankreich („Westfeldzug“). Hitler befahl die Errichtung des Atlantikwalls, dessen südliches Ende die Garonne bildete. In der „Führerweisung Nr. 50“ befahl Hitler, alle Flussmündungen zu starken „Verteidigungsbereichen“ auszubauen, um sie gegen eine alliierte Invasion zu sichern. Im Januar 1944 erklärte Hitler einige Verteidigungsbereiche zu „Festungen“, die „bis zur letzten Patrone“ verteidigt werden müssten (siehe Fester Platz (Wehrmacht)). Auf der Landzunge zwischen dem Atlantik und der Gironde entstand auf einer Fläche von 170 Quadratkilometern die Festung Gironde-Süd.
Im 20. Jahrhundert, als der Stadthafen von Bordeaux nach und nach aufgegeben wurde, bekam die Gironde besondere wirtschaftliche Bedeutung. Ein Großteil des Güterumschlags wurde flussabwärts verlagert, unter anderem für Schiffe mit großem Tiefgang, die nicht bis zur Garonne hinauffahren können. Daher wurden in Le Verdon ein Containerterminal und ein Ölterminal gebaut. In Pauillac (zwischen Le Verdon und Bordeaux) wurde eine Erdölraffinerie gebaut. Entlang der Gironde ist es zu einer gewissen Industrialisierung gekommen.